# Petrus Vuyst
Petrus Vuyst (né en 1691 - mort le 19 mai 1732) est le 24e gouverneur du Ceylan néerlandais.

## Biographie

### Vie privée
Vuyst est né à Batavia, actuel Jakarta, en tant que fils d'Hendrik Vuyst d'Alkmaar (1656-1705) et de Maria de Nijs. 
Il est retourné aux Pays-Bas pour sa scolarité, où il s'est inscrit comme étudiant à Leyde en 1711. 
À Haarlem, il a épousé Barbara Wilhelmina Gerlings (1692-1746) en 1714 . Le couple vécut à Leyde où ils eurent une fille avant de partir pour les Indes orientales le 16 mai 1716 sur le navire De Herstelde Leeuw. 

### Carrière coloniale
En 1717, il est revenu à Batavia où il était avocat fiscaliste. En 1720, il devient membre du Conseil extraordinaire des Indes néerlandaises. De 1722 à 1724, il fut gouverneur du Bengale néerlandais puis, en 1726, il fut nommé gouverneur de Ceylan.
Le règne de Vuyst sur Ceylan était notoirement cruel. À son instigation, un certain nombre de personnes, y compris des colons et des fonctionnaires néerlandais, ont été condamnées à mort pour des accusations fausses ou forgées de toutes pièces. Il fut démis de ses fonctions en 1729 et sommé de comparaître devant le Conseil supérieur de Batavia, qui le déclara coupable de meurtres judiciaires et d'autres crimes graves. 

### Exécution
Il a été exécuté le 19 mai 1732,. Sa veuve et sa fille sont retournées en Provinces-Unies, où elles sont arrivées à Haarlem en juin 1733.